# Crenuquídeos
Crenuquídeos (Crenuchidae) é uma família de peixes actinopterígeos pertencentes à ordem Characiformes.

## Géneros
Contém os seguintes géneros:
- Ammocryptocharax
- Characidium
- Crenuchus
- Elachocharax
- Geryichthys
- Klausewitzia
- Leptocharacidium
- Melanocharacidium
- Microcharacidium
- Odontocharacidium
- Poecilocharax
- Skiotocharax